# 津山線 (中国)
津山線（しんざんせん）は中華人民共和国の中国国鉄の鉄道路線。天津市と河北省秦皇島市山海関区を連絡する全長291kmの路線。狼窩鋪 - 山海関は京秦線が重複している。

## 概要
1881年に唐山 - 胥各荘間で着工した唐胥線が後に延伸され、京山線、更には京奉線と呼ばれるまでになった。詳しくは京哈線を参照のこと。
1975年に当時の開灤鉱務局が軌道直下に石炭層を発見し採掘を開始。その後軌道敷の沈下が進み、正常な列車運行が困難となった為、新線の建設を行なった。新線は七道橋から狼窩鋪に向い狼坨線を経由して灤県へ向かう経路（七灤線）で、中途に新唐山駅を建設、元の唐山駅を唐山南駅とした。1994年4月29日に新唐山駅が完成、同年11月11日に主要列車の七灤線への経路変更が行なわれた（「圧煤改線」）。
2006年12月31日に京哈線が京滬線経由から京秦線、七灤線経由に経路変更されたのに伴い、京滬線の分岐点である南倉駅から山海関駅までを津山線と改称した。

## 接続路線
- 南倉駅：京滬線
- 狼窩鋪駅：京哈線、京秦線
- 山海関駅：瀋山線、京哈線